# 勒期语
勒期语属汉藏语系藏缅语族缅语支，最接近载瓦语。是景颇族勒期支系的语言，主要分布于缅甸克钦邦（3万人）和中国云南省德宏傣族景颇族自治州的潞西、陇川、盈江、瑞丽等县（2000人）。

## 分布
关于使用人数的报告在3万至6万间且互相冲突。在中国勒期语使用者分布在云南省西部潞西市、瑞丽市、陇川县和盈江县(Dai 2007:5)。芒市有最多的勒期语使用者，分布在：
- 芒海镇မန်ဟိုင်
- 中山乡ကျုင်းရှန်မြို့
- 东山乡သုင်ရှန်မြို့
- 三台乡ဆန်ထိုင်မြို့ (在拱岭寨ကုင်လင်和芒岗寨မန်ကန်)

勒期语也分布在缅甸掸邦东部。勒期语故地分布在独龙江一条支流的下游河谷地区，而阿昌语则是在上游地区。
茶山语和勒期语关系密切，分布在泸水县片马镇。

## 语音
塞音和塞擦音仅有清音。有双唇和舌根的颚化声母。元音有松紧和长短之分，长短对立主要表现在动词和形容词上，作谓语时为长元音，作状语或重叠时为短元音。辅音韵尾包括3个鼻音韵尾和4个塞音韵尾。

## 词汇
有来自汉语、景颇语、缅语、傣语的借词。

## 语法
动词有使动范畴的形态变化。人称代词分单数、双数、多数。有丰富的量词。